# Roldana
Roldana é um género botânico pertencente à família Asteraceae.

## Espécies
O género Roldana inclui 57 espécies aceites.